# Karol Cserge
Karol Cserge, též Károly Cserge (* 26. října 1941), byl československý politik Komunistické strany Slovenska maďarské národnosti a poslanec Sněmovny národů Federálního shromáždění na počátku normalizace.

## Biografie
V roce 1967 byl na sjezdu Československého svazu mládeže zvolen do jeho ústředního výboru.
Po federalizaci Československa usedl v lednu 1969 do Sněmovny národů Federálního shromáždění, kam ho nominovala Slovenská národní rada, kde rovněž zasedal. V parlamentu setrval do konce funkčního období Federálního shromáždění, tedy do voleb roku 1971.
Zastával posty v celostátních orgánech komunistické strany. 15. sjezd KSČ a 16. sjezd KSČ ho zvolil za kandidáta Ústředního výboru Komunistické strany Československa. 17. sjezd KSČ ho zvolil členem ÚV KSČ.